# 吉田舜
吉田 舜（よしだ しゅん、1996年11月28日 - ）は、埼玉県熊谷市出身のプロサッカー選手。Jリーグ・湘南ベルマーレ所属。ポジションはゴールキーパー（GK）。既婚。

## 経歴
小学校1年生の時にサッカーを始める。江南南SSS、クマガヤSCを経て、入学した前橋育英高校では、3年次に第93回全国高等学校サッカー選手権大会に出場し、準優勝した。またチームメイトの吉永大志、渡邊凌磨、鈴木徳真と共に大会優秀選手に選ばれた。
高校卒業後、法政大学に進学し、体育会サッカー部に入部。4年次に黒﨑隼人、長倉颯、ディサロ燦シルヴァーノらと共にインカレ優勝を果たし、自身も大会ベストGKに選出された。
2019年シーズンよりJ3・ザスパクサツ群馬に加入。正GKとして全試合フル出場を果たし、チームのJ2昇格に貢献した。
2020年、大分トリニータに完全移籍。
2021年、一般女性と結婚。第一子誕生。
2023年、浦和レッズへ完全移籍。
2025年7月7日、湘南ベルマーレへ期限付き移籍。

## 所属クラブ
- 江南南SSS（熊谷市立熊谷西小学校[1]）
- クマガヤSC（熊谷市立富士見中学校[1]）
- 前橋育英高等学校
- 法政大学
  - 2017年  SC相模原（特別指定選手）
- 2019年  ザスパクサツ群馬
- 2020年 - 2022年  大分トリニータ
- 2023年 -  浦和レッズ
  - 2025年7月 -  湘南ベルマーレ（期限付き移籍)

## 個人成績
| 国内大会個人成績 | 国内大会個人成績 | 国内大会個人成績 | 国内大会個人成績 | 国内大会個人成績 | 国内大会個人成績 | 国内大会個人成績 | 国内大会個人成績 | 国内大会個人成績 | 国内大会個人成績 | 国内大会個人成績 | 国内大会個人成績 |
| 年度             | クラブ           | 背番号           | リーグ           | リーグ戦         | リーグ戦         | リーグ杯         | リーグ杯         | オープン杯       | オープン杯       | 期間通算         | 期間通算         |
| 年度             | クラブ           | 背番号           | リーグ           | 出場             | 得点             | 出場             | 得点             | 出場             | 得点             | 出場             | 得点             |
| 日本             | 日本             | 日本             | 日本             | リーグ戦         | リーグ戦         | リーグ杯         | リーグ杯         | 天皇杯           | 天皇杯           | 期間通算         | 期間通算         |
| ---------------- | ---------------- | ---------------- | ---------------- | ---------------- | ---------------- | ---------------- | ---------------- | ---------------- | ---------------- | ---------------- | ---------------- |
| 2019             | 群馬             | 23               | J3               | 34               | 0                | -                | -                | 0                | 0                | 34               | 0                |
| 2020             | 大分             | 44               | J1               | 0                | 0                | 0                | 0                | -                | -                | 0                | 0                |
| 2021             | 大分             | 44               | J1               | 0                | 0                | 0                | 0                | 1                | 0                | 1                | 0                |
| 2022             | 大分             | 44               | J2               | 11               | 0                | 1                | 0                | 0                | 0                | 12               | 0                |
| 2023             | 浦和             | 31               | J1               | 0                | 0                | 0                | 0                | 0                | 0                | 0                | 0                |
| 2024             | 浦和             | 31               | J1               | 0                | 0                | 0                | 0                | -                | -                | 0                | 0                |
| 2025             | 浦和             | 31               | J1               | 0                | 0                | 0                | 0                | 0                | 0                | 0                | 0                |
| 2025             | 湘南             | 81               | J1               |                  |                  |                  |                  |                  |                  |                  |                  |
| 通算             | 日本             | 日本             | J1               | 0                | 0                | 0                | 0                | 1                | 0                | 1                | 0                |
| 通算             | 日本             | 日本             | J2               | 11               | 0                | 1                | 0                | 0                | 0                | 12               | 0                |
| 通算             | 日本             | 日本             | J3               | 34               | 0                | -                | -                | 0                | 0                | 34               | 0                |
| 総通算           | 総通算           | 総通算           | 総通算           | 45               | 0                | 1                | 0                | 1                | 0                | 47               | 0                |

- 2017年 特別指定選手としての公式戦出場は無し
- Jリーグ初出場 - 2019年3月10日 J3第1節 ブラウブリッツ秋田戦（正田醤油スタジアム群馬）

## 選抜歴
- 2015年 日本高校選抜
- 2017年 関東B・北信越大学選抜

## タイトル

### クラブ
法政大学
- 総理大臣杯全日本大学サッカートーナメント（2017年）
- 全日本大学サッカー選手権大会（2018年）

浦和レッズ
- AFCチャンピオンズリーグ（2022年）

### 個人
- 全国高等学校サッカー選手権大会・優秀選手（2015年）
- 全日本大学サッカー選手権大会・ベストGK（2018年）